# Ho Wai Hang
Ho Wai Hang (kinesiska: 何瑋桁), född 7 april 1996, är en hongkongsk fäktare som tävlar i värja.

## Karriär
Vid olympiska sommarspelen 2024 i Paris blev Ho utslagen i sextondelsfinalen i värja av japanske Masaru Yamada.